# Efraín Pérez Chanis
Efrafín Pérez Chanis (Panamá, 4 de noviembre de 1920-Puerto Rico, 19 de junio de 2005) fue un arquitecto y profesor de arquitectura panameño. Fundó la Revista URBE y los Premios URBE en San Juan, Puerto Rico. Escribió el tomo 9 de Arquitectura de La Gran Enciclopedia de Puerto Rico y fue decano de la Escuela de Arquitectura de la Universidad de Puerto Rico.

## Biografía
Efraín Pérez Chanis, estuvo a cargo del plan maestro del Centro Médico y diseñó algunos de sus edificios como la Escuela de Medicina y la Escuela de Enfermería. A la par, diseñó varias residencias privadas, iglesias (como la Iglesia Santa Catalina de Siena en Bayamón) y la Escuela Parés para niños y niñas con diversidad funcional. 
En todos estos proyectos puede distinguirse que fue discípulo en el atelier de Le Corbusier, precursor de la arquitectura Moderna, a razón de que fue premiado por la Federación Panamericana de Arquitectos por su tesis sobre instalaciones médicas.
Como académico educó, investigó y escribió múltiples textos sobre arquitectura y crítica de arte. Entre ellos se encuentra el tomo de arquitectura de la Enciclopedia de Puerto Rico. También fundó la Revista URBE, que fue y sigue siendo la publicación más relevante sobre la modernidad en la arquitectura de Puerto Rico, y la cuenca del Caribe. Desde las páginas de esta revista, fue la primera persona que propuso la fundación de una escuela de arquitectura para Puerto Rico. Aquí fungió como profesor hasta su jubilación y como decano en la década de 1980.

## Distinciones
- Primer premio por Tesis de Graduación, Universidad de Panamá. 1950.
- Medalla de oro en el VII Congreso Panamericano de Arquitectura en  La Habana, Cuba, en 1950, por el diseño de un Hospital Escuela para la República de Panamá (Tesis de Graduación).
- Beca del lnstituto de Cultura Hispánica de Madrid, España, en 1950.
- Beca de la "Alliance Francaise" de París, Francia, en 1952.
- Segundo premio por el Diseño del Centro Gubernamental de Panamá, como miembro de un equipo de cuatro arquitectos en 1953.
- Segundo premio por el Diseño del Estadio Hiram Bithorn de San Juan, P.R., como miembro de un equipo de tres arquitectos.
- Premio por el Diseño de la Residencia de Estudiantes de Enfermería del Centro Médico de Puerto Rico, en septiembre de 1963.
- Premio al Mérito del Centro de Diseño de la Universidad de Puerto Rico por el Diseño de la Iglesia de Santa Catalina de Siena, de Bayamón en 1965.
- Primer premio en el Concurso de Diseño del Monumento al Poeta Llorens Torres, como miembro de un equipo de tres arquitectos y un escultor en 1973.
- Premio ''MOBIL" 1982 de Arquitectura, a los arquitectos que han hecho aportaciones a la cultura en Puerto Rico.